# ماروكينات

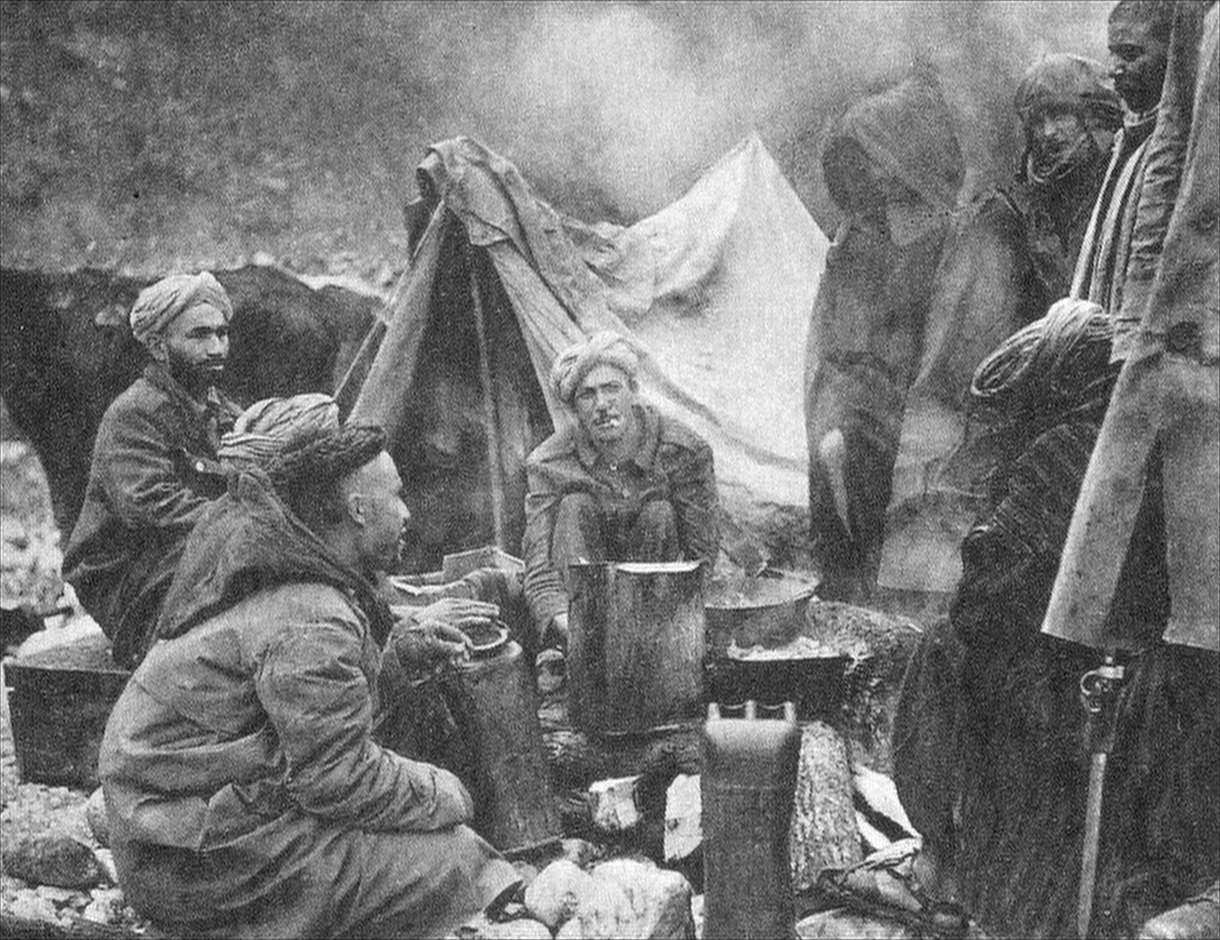
جنود مغاربة في مونتي كاسينو، يناير 1944

ماروكينات (إيطالي "أفعال المغاربة") هو مصطلح ينطبق على عمليات الاغتصاب الجماعي والقتل التي ارتكبت خلال الحرب العالمية الثانية بعد معركة مونتي كاسينو في إيطاليا. تم ارتكاب هذه الهجمات بشكل أساسي من قبل قوات المغاربة التابعة لقوات الحلفاء خلال الحرب العالمية الثانية، واستهدفت في الغالب النساء والفتيات المدنيات (بالإضافة إلى عدد قليل من الرجال والفتيان) في المناطق الريفية بين نابولي وروما في لاتسيو الجنوبية.

## خلفية الأحداث
أنشأت فرنسا قواتا غير نظامية مثل القوميين من المغرب والتي كانت وحدات تقريبا بحجم سرية بدلا تجميع فضفاضة في كتائب وأفواج. كان القوميين المغاربة تحت قيادة الجنرال أوغستين ويليام. خدمت ثلاث من الوحدات، الأولى والثالثة والرابعة أو مجموعات دي تابور، في لفيلق المشاة المغربي إلى جانب أربعة فرق:
- الفرقة المغربية الحرة الأولى
- فرقة المشاة المغربية الثانية
- فرقة المشاة المغربية الثالثة
- الفرقة الجبلية المغربية الرابعة

كما خدمت القوات المغربية النظامية في إيطاليا ولكن تحت انضباط أكثر صرامة وبنسبة أعلى مقارنة مع القوميين غير النظاميين.

## الاغتصاب الجماعي
تم احتلال مونتي كاسينو من قبل الحلفاء في 18 مايو 1944. جاب الآلاف من القوميين و قوات للحلفاء الأخرى في الليلة التالية منحدرات التلال المحيطة بالمدينة وقرى لاتسيو الجنوبية. زعمت جمعيات الضحايا الإيطالية أن 60 ألف امرأة، تتراوح أعمارهن بين 11 و86 عامًا، عانين من العنف عندما أصبحت تحت سيطرة القوميين. تقديرات وزارة الدفاع الإيطالية في عام 1997 حددت الرقم بين 2000 و3000 أنثى. قدر عدد القتلى بـ 800 رجل. بسبب التقارير غير المكتملة عن الجرائم، فإن الحساب الدقيق أمر مستحيل في الواقع.
أفاد عمدة إسبيريا، وهي بلدية في مقاطعة فروزينوني، أنه في بلدته، تعرضت 700 امرأة من أصل 2500 نسمة للاغتصاب، مما أدى إلى العديد من الوفيات. وبحسب جمعيات الضحايا الإيطالية، تعرض ما مجموعه أكثر من 7000 مدني، من بينهم أطفال، للاغتصاب على يد القوميين.

## ما بعد الأحداث
حوكم 207 من الجنود بتهمة العنف الجنسي لكن 39 منهم بُرئوا لعدم كفاية الأدلة. كما تم إعدام 28 جنديًا ضبطوا متلبسين.
في يناير 1947، سمحت فرنسا بتعويض 1488 من ضحايا العنف الجنسي عن الجرائم التي ارتكبتها القوات الكومية.

## روابط خارجية
- الرابطة الوطنية للضحايا نسخة محفوظة 2 مايو 2020 على موقع واي باك مشين.
- La verità nascosta delle "marocchinate"، saccheggi e stupri delle truppe francesi in mezza Italia، La Stampa
- امرأتان ( La Ciociara ) في قاعدة بيانات الأفلام على الإنترنت